# Desmond Child
Desmond Child (Miami, 28 de outubro de 1953) é um músico e compositor dos Estados Unidos, cujas composições já venderam mais de 300 milhões de álbuns no mundo inteiro. Child trabalhou com grandes astros da música, como Alice Cooper, Aerosmith, Bon Jovi, Cher, Dream Theater, Joss Stone, Kelly Clarkson, Kiss, Ricky Martin, Roxette, Scorpions, Steve Vai, entre outros.
Em 2008 ele foi induzido ao Songwriters Hall of Fame.

## Biografia
Nascido em Miami, na Flórida, Desmond começou a tocar muito jovem; sua mãe, de origem cubana, o ensinou a tocar piano. Em 1973 cursou a Universidade de Miami, e lá formou sua primeira banda, "Desmond Child & Rouge"; se mudou em seguida para Nova York em busca de uma carreira musical. Grande compositor elogiado por vários musicos americanos, Desmond tem em seu curriculo trabalhos consagrados com grandes bandas de sucesso mundial.
Mesmo tendo trabalhado por quase 30 anos como escritor e produtor, Desmond continua um entusiasta:
| “ | Eu nasci com um certo direcionamento e senso de destino que faz com que eu continue. Talvez porque eu tenha nascido pobre — eu queria dar melhores condições para minha família, e muito da minha energia vem disso. Tento viver a vida de verdade, para ter novas experiências sobre as quais eu possa escrever. | ” |

## Parcerias

### Bon Jovi
- "Livin' on a Prayer"
- "You Give Love a Bad Name"
- "Without Love"
- "I'd Die For You"
- "Bad Medicine"
- "Blood on Blood"
- "Born To Be My Baby"
- "Wild is The Wind"
- "I'll Sleep When I'm Dead
- "Keep the Faith"
- "Something For The Pain"
- "This Ain't a Love Song"
- "Hearts Breaking Even"
- "Diamond Ring"
- "Real Life"
- "One Wild Night"
- "All About Lovin' You"
- "Misunderstood"
- "The Distance"
- "Bells Of Freedom"
- "Dirty Little Secret"
- "(You Want To) Make a Memory"
- "We All Sleep Alone"
- "Fast Cars"
- "Happy Now"
- "Learn to Love"
- "Brokenpromiseland"
- "Army of One"
- "Save a Prayer"
- "Hook Me Up"
- "Lonely"

### Aerosmith
- "Dude Looks Like a Lady"
- "Angel"
- "What It Takes"
- "Crazy"
- "Hole In My Soul"
- "Ain't That A Bicth"

### Alice Cooper
- "Dangerous Tonight"
- "Poison"
- "Spark in The Dark"
- "House of Fire"
- "Why Trust You"
- "Bed of Nails"
- "This Maniac's In Love With You"
- "Trash"
- "Hell Is Living Without You"
- "I'm Your Gun"
- "Might as Well Be on Mars"

### Cher
- "Does Anybody Really Fall in Love Anymore?"
- "Emotional Fire"
- "Give Our Love a Fightin' Chance"
- "Just like Jesse James"
- "Love on a Rooftop"
- "Main Man"
- "Perfection"
- "Save Up All Your Tears"
- "Walk With Me"
- "The Book of Love"
- "We All Sleep Alone"
- "When the Love is Gone"
- "Working Girl"

### Dream Theater
- "You Not Me"

### Katy Perry
- "Waking Up In Vegas"

### Kiss
- "Reason to Live"
- "I was Made for Loving You"
- "Heavens on Fire"
- "I've Had Enough (Into the Fire)"
- "Under the Gun"
- "King Of The Mountain"
- "Who Wants To Be Lonely"
- "I'm Alive"
- "Radar For Love"
- "Uh! All Nigh"
- "Bang Bang You"
- "My Way"
- "Let's Put The X In Sex"
- "(You Make Me) Rock Hard"
- "Hide Your Heart"
- "You Love Me to Hate You"

### Roxette
- "You Don't Understand Me"

## Discografia

### Álbuns de estúdio
| Título     | Detalhes do álbum                       |
| ---------- | --------------------------------------- |
| Discipline | - Lançamento: 1991 - Gravadora: Elektra |

### Singles
| "Love on a Rooftop"                                                                         | 1991 | 37 | 19 | 40 | —  | 66 | Discipline |
| "You're the Story of My Life"                                                               | 1991 | —  | —  | 74 | 29 | —  | Discipline |
| "Obsession"                                                                                 | 1992 | —  | 15 | —  | 19 | —  | Discipline |
| "—" denota uma gravação que não entrou na parada ou que não foi lançada naquele território. |      |    |    |    |    |    |            |

### Com "Desmond Child & Rouge"
- 1979 - Desmond Child & Rouge (Capitol Records)
- 1979 - Runners in the Night (Capitol Records)

### Participação em outros projetos
- 1993 - Álbum Sex & Religion de Steve Vai